# EM i atletik 2024
EM i atletik 2024 var den 26. udgave af europamesterskaberne i atletik, der blev afholdt på Stadio Olimpico i Rom, Italien, mellem den 7. og 12. juni 2024.

## Danmarks hold
Det officielle danske hold til EM i atletik blev offentliggjort den 19. maj 2024 af Dansk Atletik Forbund. I alt havde Danmark 19 atleter i 11 forskellige discipliner.

### Kvalificerede atleter
| Mænd                       | Disciplin      | Kvinder                 | Disciplin                |
| -------------------------- | -------------- | ----------------------- | ------------------------ |
| Simon Hansen               | 100m + 4x100 m | Mette Graversgaard      | 100 m hækkeløb + 4x100 m |
| Emil Mader Kjær            | 4x100m         | Julianne Hvid           | 3000 m forhindringsløb   |
| Frederik Schou-Nielsen     | 4x100m         | Mathilde Kramer         | 4x100m                   |
| Emil Frænde                | 4x100m         | Astrid Glenner-Frandsen | 4x100m                   |
| Jacob Hvorup               | 4x100m         | Line Holm Jensen        | 4x100m                   |
| Rasmus Thornbjerg Klausen  | 4x100m         | Klara Skriver Loessl    | 4x100m                   |
| Jacob Simonsen             | Halvmaraton    | Anna Ø. Lange           | 4x100m                   |
| Arthur Wiborg Petersen     | Spydkast       | Katrine Koch            | Hammerkast               |
|                            |                | Lisa Brix Pedersen      | Diskoskast               |
| Annesofie Hartmann Nielsen |                |                         | Diskoskast               |
| Caroline Bonde Holm        | Stangspring    |                         |                          |

## Medaljefordeling

### Mænd
| Event | Guld | Guld        | Sølv                                                                              | Sølv        | Bronze                                                                                           | Bronze     |
| --- | --- | ----------- | --------------------------------------------------------------------------------- | ----------- | ------------------------------------------------------------------------------------------------ | ---------- |
| 100 meter | Marcell Jacobs (ITA)                                                                                             | 10.02 SN    | Chituru Ali (ITA)                                                                 | 10.05 PB    | Romell Glave (GBR)                                                                               | 10.06      |
| 200 meter | Timothé Mumenthaler (SUI)                                                                                        | 20.28       | Filippo Tortu (ITA)                                                               | 20.41       | William Reais (SUI)                                                                              | 20.47      |
| 400 meter | Alexander Doom (BEL)                                                                                             | 44.15 CR    | Charlie Dobson (GBR)                                                              | 44.38 PB    | Liemarvin Bonevacia (NED)                                                                        | 44.88 SB   |
| 800 meter | Gabriel Tual (FRA)                                                                                               | 1:44.87     | Mohamed Attaoui (ESP)                                                             | 1:45.20     | Catalin Tecuceanu (ITA)                                                                          | 1:45.40    |
| 1500 meter | Jakob Ingebrigtsen (NOR)                                                                                         | 3:31.95 CR  | Jochem Vermeulen (BEL)                                                            | 3:33.30 PB  | Pietro Arese (ITA)                                                                               | 3:33.34    |
| 5000 meter | Jakob Ingebrigtsen (NOR)                                                                                         | 13:20.11 SB | George Mills (GBR)                                                                | 13:21.38    | Dominic Lokinyomo Lobalu (SUI)                                                                   | 13:21.61   |
| 10,000 meter | Dominic Lokinyomo Lobalu (SUI)                                                                                   | 28:00.32    | Yann Schrub (FRA)                                                                 | 28:00.48 SB | Thierry Ndikumwenayo (ESP)                                                                       | 28:00.96   |
| Halvmaraton | Yemaneberhan Crippa (ITA)                                                                                        | 1:01:03 CR  | Pietro Riva (ITA)                                                                 | 1:01:04 SB  | Amanal Petros (GER)                                                                              | 1:01:07    |
| Halvmaraton | Italien (ITA) | 3:03:34     | Israel (ISR)                                                                      | 3:04:09     | Tyskland (GER)                                                                                   | 3:05:33    |
| 110 meter hækkeløb | Lorenzo Simonelli (ITA)                                                                                          | 13.05 EL    | Enrique Llopis (ESP)                                                              | 13.16 PB    | Jason Joseph (SUI)                                                                               | 13.43      |
| 400 meter hækkeløb | Karsten Warholm (NOR)                                                                                            | 46.98 CR    | Alessandro Sibilio (ITA)                                                          | 47.50 NR    | Carl Bengtström (SWE)                                                                            | 47.94 NR   |
| 3000 meter forhindringsløb | Alexis Miellet (FRA)                                                                                             | 8:14.01 PB  | Djilali Bedrani (FRA)                                                             | 8:14.36     | Karl Bebendorf (GER)                                                                             | 8:14.41 PB |
| 4 × 100 meter stafetløb | Italien (ITA) Matteo Melluzzo Marcell Jacobs Lorenzo Patta Filippo Tortu Roberto Rigali* Lorenzo Simonelli*      | 37.82 EL    | Holland (NED) Elvis Afrifa Taymir Burnet Xavi Mo-Ajok Nsikak Ekpo                 | 38.46       | Tyskland (GER) Kevin Kranz Owen Ansah Deniz Almas Lucas Ansah-Peprah                             | 38.52      |
| 4 × 400 meter stafetløb | Belgien (BEL) Jonathan Sacoor Robin Vanderbemden Dylan Borlée Alexander Doom Florent Mabille* Christian Iguacel* | 2:59.84 EL  | Italien (ITA) Luca Sito Vladimir Aceti Riccardo Meli Edoardo Scotti Brayan Lopez* | 3:00.81 SB  | Tyskland (GER) Manuel Sanders Jean Paul Bredau Marc Koch Emil Agyekum Lukas Krappe* Tyler Prenz* | 3:00.82 SB |
| 20 kilometer kapgang | Perseus Karlström (SWE)                                                                                          | 1:19:13     | Paul McGrath (ESP)                                                                | 1:19:31     | Francesco Fortunato (ITA)                                                                        | 1:19:54 SB |
| WR verdensrekord \| ER Europæisk rekord \| CR mesterskabsrekord \| NR national rekord \| WL world leading \| EL European leading \| PB personligt bedste \| SB sæsonens bedste | |             |                                                                                   |             |                                                                                                  |            |

| Event | Guld                      | Guld     | Sølv                      | Sølv     | Bronze                               | Bronze          |
| --- | ------------------------- | -------- | ------------------------- | -------- | ------------------------------------ | --------------- |
| Højdespring | Gianmarco Tamberi (ITA)   | 2.37 CR  | Vladyslav Lavskyy (UKR)   | 2.29 PB  | Oleh Doroshchuk (UKR)                | 2.26            |
| Stangspring | Armand Duplantis (SWE)    | 6.10 CR  | Emmanouil Karalis (GRE)   | 5.87 SB  | Ersu Şaşma (TUR) Oleg Zernikel (GER) | 5.82 SB 5.82 SB |
| Længdespring | Miltiadis Tentoglou (GRE) | 8.65 CR  | Mattia Furlani (ITA)      | 8.38     | Simon Ehammer (SUI)                  | 8.31            |
| Trespring | Jordan Díaz (ESP)         | 18.18 CR | Pedro Pichardo (POR)      | 18.04 NR | Thomas Gogois (FRA)                  | 17.38 PB        |
| Kuglestød | Leonardo Fabbri (ITA)     | 22.45 CR | Filip Mihaljević (CRO)    | 21.20    | Michał Haratyk (POL)                 | 20.94 SB        |
| Diskoskast | Kristjan Čeh (SLO)        | 68.08    | Lukas Weißhaidinger (AUT) | 67.70    | Mykolas Alekna (LTU)                 | 67.48           |
| Spydkast | Jakub Vadlejch (CZE)      | 88.65 SB | Julian Weber (GER)        | 85.94    | Oliver Helander (FIN)                | 85.75 SB        |
| Hammerkast | Wojciech Nowicki (POL)    | 80.95 SB | Bence Halász (HUN)        | 80.49 SB | Mykhaylo Kokhan (UKR)                | 80.18           |
| WR verdensrekord \| ER Europæisk rekord \| CR mesterskabsrekord \| NR national rekord \| WL world leading \| EL European leading \| PB personligt bedste \| SB sæsonens bedste |                           |          |                           |          |                                      |                 |

#### Mangekamp
| Event  | Guld               | Guld    | Sølv                  | Sølv    | Bronze                | Bronze  |
| ------ | ------------------ | ------- | --------------------- | ------- | --------------------- | ------- |
| Tikamp | Johannes Erm (EST) | 8764 PB | Sander Skotheim (NOR) | 8635 PB | Makenson Gletty (FRA) | 8604 PB |

### Kvinder
| Event | Guld | Guld        | Sølv                                                                                    | Sølv        | Bronze                                                                                       | Bronze      |
| --- | --- | ----------- | --------------------------------------------------------------------------------------- | ----------- | -------------------------------------------------------------------------------------------- | ----------- |
| 100 meter | Dina Asher-Smith (GBR) | 10.99       | Ewa Swoboda (POL)                                                                       | 11.03       | Zaynab Dosso (ITA)                                                                           | 11.03       |
| 200 meter | Mujinga Kambundji (SUI) | 22.49       | Daryll Neita (GBR)                                                                      | 22.50       | Hélène Parisot (FRA)                                                                         | 22.63 PB    |
| 400 meter | Natalia Kaczmarek (POL) | 48.98 EL NR | Rhasidat Adeleke (IRL)                                                                  | 49.07 NR    | Lieke Klaver (NED)                                                                           | 50.08 SB    |
| 800 meter | Keely Hodgkinson (GBR) | 1:58.65     | Gabriela Gajanová (SVK)                                                                 | 1:58.79 SB  | Anaïs Bourgoin (FRA)                                                                         | 1:59.30     |
| 1500 meter | Ciara Mageean (IRL) | 4:04.66     | Georgia Bell (GBR)                                                                      | 4:05.33     | Agathe Guillemot (FRA)                                                                       | 4:05.69     |
| 5000 meter | Nadia Battocletti (ITA) | 14:35.29 CR | Karoline Bjerkeli Grøvdal (NOR)                                                         | 14:38.62 PB | Marta García (ESP)                                                                           | 14:44.04 NR |
| 10,000 meter | Nadia Battocletti (ITA) | 30:51.32 NR | Diane van Es (NED)                                                                      | 30:57.24 PB | Megan Keith (GBR)                                                                            | 31:04.77    |
| Halvmaraton | Karoline Bjerkeli Grøvdal (NOR)                                                                                                   | 1:08:09 CR  | Joan Chelimo (ROM)                                                                      | 1:08:55     | Calli Hauger-Thackery (GBR)                                                                  | 1:08:58     |
| Halvmaraton | Storbritannien (GBR) | 3:29:01     | Tyskland (GER)                                                                          | 3:31:59     | Spanien (ESP)                                                                                | 3:33:16     |
| 100 meter hækkeløb | Cyréna Samba-Mayela (FRA) | 12.31 CR    | Ditaji Kambundji (SUI)                                                                  | 12.40       | Pia Skrzyszowska (POL)                                                                       | 12.42 PB    |
| 400 meter hækkekæb | Femke Bol (NED) | 52.49 CR    | Louise Maraval (FRA)                                                                    | 54.23 PB    | Cathelijn Peeters (NED)                                                                      | 54.37       |
| 3000 meter forhindringsløb | Alice Finot (FRA) | 9:16.22     | Gesa Felicitas Krause (GER)                                                             | 9:18.06     | Elizabeth Bird (GBR)                                                                         | 9:18.39 SB  |
| 4 × 100 meter stafetløb | Storbritannien (GBR) Dina Asher-Smith Desirèe Henry Amy Hunt Daryll Neita Asha Philip*                                            | 41.91 EL    | Frankrig (FRA) Orlann Oliere Gémima Joseph Hélène Parisot Sarah Richard Maroussia Paré* | 42.15 SB    | Holland (NED) Nadine Visser Marije van Hunenstijn Minke Bisschops Tasa Jiya                  | 42.46       |
| 4 × 400 meter stafetløb | Holland (NED) Lieke Klaver Cathelijn Peeters Lisanne de Witte Femke Bol Eveline Saalberg* Anne van de Wiel* Myrte van der Schoot* | 3:22.39 EL  | Irland (IRL) Sophie Becker Rhasidat Adeleke Phil Healy Sharlene Mawdsley Lauren Cadden* | 3:22.71 NR  | Belgien (BEL) Naomi Van Den Broeck Imke Vervaet Cynthia Bolingo Helena Ponette Camille Laus* | 3:22.95 SB  |
| 20 kilometer kapgang | Antonella Palmisano (ITA) | 1:28:08     | Valentina Trapletti (ITA)                                                               | 1:28:37 PB  | Lyudmyla Olyanovska (UKR)                                                                    | 1:28:48 SB  |
| WR verdensrekord \| ER Europæisk rekord \| CR mesterskabsrekord \| NR national rekord \| WL world leading \| EL European leading \| PB personligt bedste \| SB sæsonens bedste | |             |                                                                                         |             |                                                                                              |             |

| Event | Guld                      | Guld      | Sølv                      | Sølv     | Bronze                   | Bronze   |
| --- | ------------------------- | --------- | ------------------------- | -------- | ------------------------ | -------- |
| Højdespring | Yaroslava Mahuchikh (UKR) | 2.01      | Angelina Topić (SRB)      | 1.97     | Iryna Herashchenko (UKR) | 1.95 =SB |
| Stangspring | Angelica Moser (SUI)      | 4.78 =NR  | Katerina Stefanidi (GRE)  | 4.73 SB  | Molly Caudery (GBR)      | 4.73     |
| Længdespring | Malaika Mihambo (GER)     | 7.22 WL   | Larissa Iapichino (ITA)   | 6.94     | Agate de Sousa (POR)     | 6.91 SB  |
| Trespring | Ana Peleteiro (ESP)       | 14.85 =EL | Tuğba Danışmaz (TUR)      | 14.57 NR | Ilionis Guillaume (FRA)  | 14.43 PB |
| Kuglestød | Jessica Schilder (NED)    | 18.77     | Jorinde van Klinken (NED) | 18.67 SB | Yemisi Ogunleye (GER)    | 18.62    |
| Diskoskast | Sandra Elkasević (CRO)    | 67.04 SB  | Jorinde van Klinken (NED) | 65.99 SB | Liliana Cá (POR)         | 64.53    |
| Spydkast | Victoria Hudson (AUT)     | 64.62     | Adriana Vilagoš (SRB)     | 64.42    | Marie-Therese Obst (NOR) | 63.50 PB |
| Hammerkast | Sara Fantini (ITA)        | 74.18 SB  | Anita Włodarczyk (POL)    | 72.92 SB | Rose Loga (FRA)          | 72.68 PB |
| WR verdensrekord \| ER Europæisk rekord \| CR mesterskabsrekord \| NR national rekord \| WL world leading \| EL European leading \| PB personligt bedste \| SB sæsonens bedste |                           |           |                           |          |                          |          |

#### Mangekamp
| Event   | Guld                   | Guld    | Sølv                        | Sølv    | Bronze           | Bronze  |
| ------- | ---------------------- | ------- | --------------------------- | ------- | ---------------- | ------- |
| Syvkamp | Nafissatou Thiam (BEL) | 6848 CR | Auriana Lazraq-Khlass (FRA) | 6635 PB | Noor Vidts (BEL) | 6596 PB |

### Mixed
| Event                   | Guld                                                                              | Guld       | Sølv                                                                | Sølv       | Bronze                                                                      | Bronze     |
| ----------------------- | --------------------------------------------------------------------------------- | ---------- | ------------------------------------------------------------------- | ---------- | --------------------------------------------------------------------------- | ---------- |
| 4 × 400 meter stafetløb | Irland (IRL) Christopher O'Donnell Rhasidat Adeleke Thomas Barr Sharlene Mawdsley | 3:09.92 CR | Italien (ITA) Luca Sito Anna Polinari Edoardo Scotti Alice Mangione | 3:10.69 NR | Holland (NED) Liemarvin Bonevacia Lieke Klaver Isaya Klein Ikkink Femke Bol | 3:10.73 SB |

## Medaljetabel
*   Værtsnation ( Italien)
| Rank               | Nation             | Guld | Sølv | Bronze | Total |
| ------------------ | ------------------ | ---- | ---- | ------ | ----- |
| 1                  | Italien*           | 11   | 9    | 4      | 24    |
| 2                  | Frankrig           | 4    | 5    | 7      | 16    |
| 3                  | Storbritannien     | 4    | 4    | 5      | 13    |
| 4                  | Norge              | 4    | 2    | 1      | 7     |
| 5                  | Schweiz            | 4    | 1    | 4      | 9     |
| 6                  | Holland            | 3    | 4    | 5      | 12    |
| 7                  | Belgien            | 3    | 1    | 2      | 6     |
| 8                  | Spanien            | 2    | 3    | 3      | 8     |
| 9                  | Polen              | 2    | 2    | 2      | 6     |
| 10                 | Irland             | 2    | 2    | 0      | 4     |
| 11                 | Sverige            | 2    | 0    | 1      | 3     |
| 12                 | Tyskland           | 1    | 3    | 7      | 11    |
| 13                 | Grækenland         | 1    | 2    | 0      | 3     |
| 14                 | Ukraine            | 1    | 1    | 4      | 6     |
| 15                 | Østrig             | 1    | 1    | 0      | 2     |
| 15                 | Kroatien           | 1    | 1    | 0      | 2     |
| 17                 | Slovenien          | 1    | 0    | 0      | 1     |
| 17                 | Estland            | 1    | 0    | 0      | 1     |
| 17                 | Tjekkiet           | 1    | 0    | 0      | 1     |
| 20                 | Serbien            | 0    | 2    | 0      | 2     |
| 21                 | Portugal           | 0    | 1    | 2      | 3     |
| 22                 | Tyrkiet            | 0    | 1    | 1      | 2     |
| 23                 | Ungarn             | 0    | 1    | 0      | 1     |
| 23                 | Israel             | 0    | 1    | 0      | 1     |
| 23                 | Slovakiet          | 0    | 1    | 0      | 1     |
| 23                 | Rumænien           | 0    | 1    | 0      | 1     |
| 27                 | Litauen            | 0    | 0    | 1      | 1     |
| 27                 | Finland            | 0    | 0    | 1      | 1     |
| Total (28 nations) | Total (28 nations) | 49   | 49   | 50     | 148   |